# Eufonie
Eufonie neboli libozvuk či libozvučnost je umělecky působivé uspořádání hlásek nebo jejich skupin ve verši a jejich následné opakování. Především jsou používány samohlásky a dvojhlásky. Opakem je kakofonie neboli nelibozvučnost.
Příklad: V první sloce básně Roberta Browninga Meeting at night (Noční setkání) opakuje se souhláska [l].
The grey sea and the long black land;
And the yellow half-moon large and low;
And the startled little waves that leap
In fiery ringlets from their sleep,
As I gain the cove with pushing prow,
And quench its speed i' the slushy sand.
Mistrovské eufonicky dílo je Havran Edgara Allana Poea.
And the Raven, never flitting, still is sitting, still is sitting
On the pallid bust of Pallas just above my chamber door;
V české poezii příklady eufonie jsou básně Karla Hlaváčka, jako třeba Hrál kdosi na hoboj:
Hrál kdosi na hoboj, a hrál již kolik dní,
hrál vždycky navečer touž píseň mollovou
a ani nerozžal si oheň pobřežní,
neb všecky ohně prý tu zhasnou, uplovou.
Komplikované skupiny a sekvence hlasek se vyskytuji v lyrice Vladimíra Holana. Slovní hřičky jsou typické také pro Jiřího Ortena (Cítím již na patře sám samet samoty v básni U tebe teplo je...).
Eufonii se zabýval ve svých článcích Jan Mukařovský. Jiní eufonolozi jsou Roman Jakobson, Miroslav Červenka, Iván Fónagy, Robert Abernathy, Lucylla Pszczołowska, Katarzyna Lesiak a Lukáš Neumann.